# Évêque de Rochester

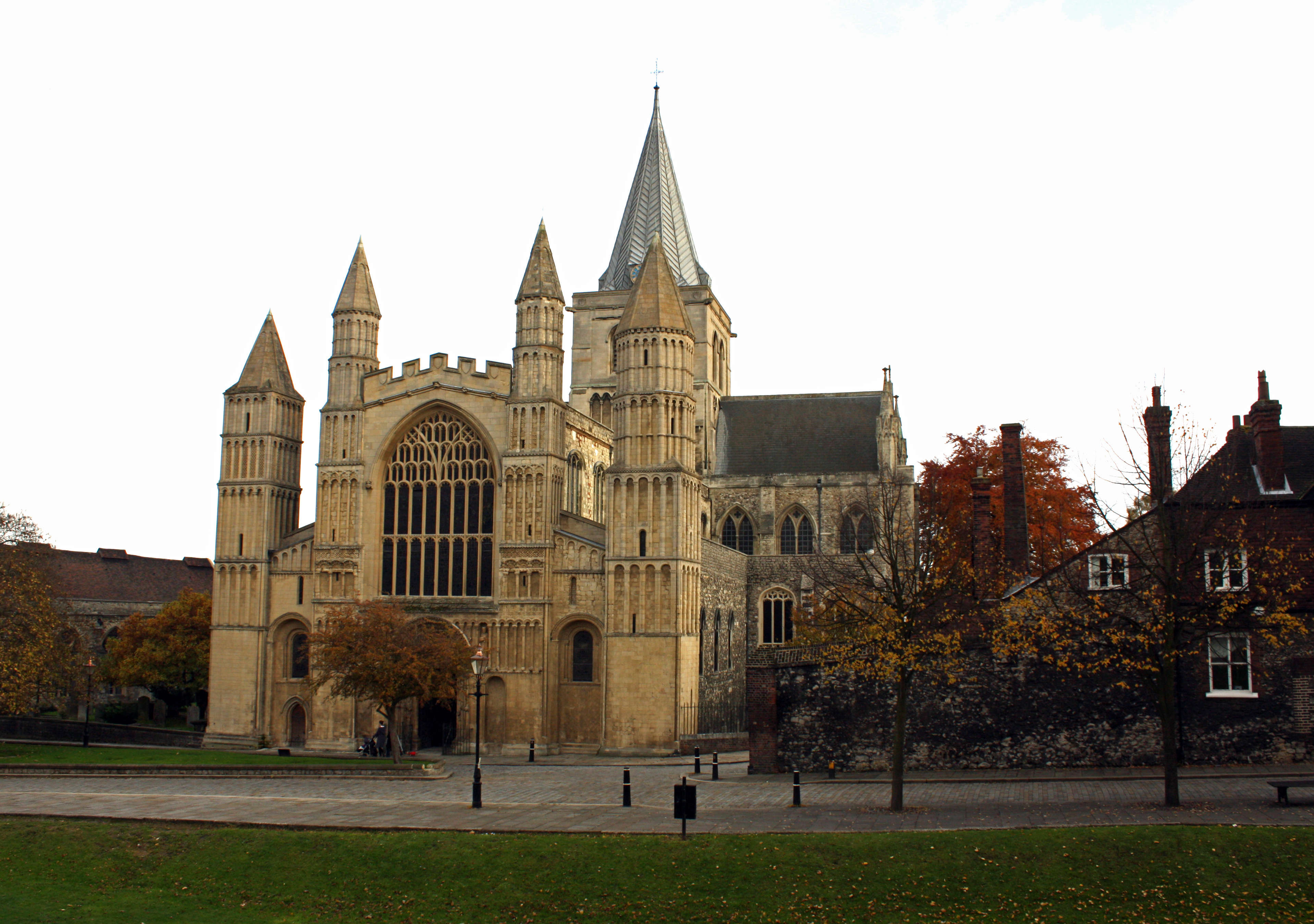
La cathédrale de Rochester, siège des évêques.

L'évêque de Rochester est à la tête du diocèse anglican de Rochester, dans la province de Cantorbéry. Le diocèse couvre l'ouest du comté de Kent. Le siège épiscopal est dans la ville de Rochester, à la cathédrale fondée en 604. À la fin du XVIIe siècle et pendant le XVIIIe siècle, il était courant que l'évêque de Rochester soit également nommé doyen de l'abbaye de Westminster.

## Liste des évêques de Rochester

### Avant la conquête normande
| Début                 | Fin            | Nom         | Remarques                                                                                |
| --------------------- | -------------- | ----------- | ---------------------------------------------------------------------------------------- |
| 604                   | 624            | Juste       | Transféré à Cantorbéry.                                                                  |
| 624                   | avant 627      | Romain      | Mort noyé au large de l'Italie.                                                          |
| 633                   | 10 octobre 644 | Paulin      | Transféré depuis York.                                                                   |
| 644 ?                 | 655 × 664      | Ithamar     | Originaire du Kent, c'est le premier évêque anglo-saxon de Rochester.                    |
| 655 × 664             | vers 664       | Damianus    | Originaire du Sussex.                                                                    |
| 669 ?                 | 676            | Putta       | Abdique après l'invasion du Kent par Æthelred de Mercie. Peut-être transféré à Hereford. |
| 676 ?                 | 678            | Cwichelm    | Abdique.                                                                                 |
| 678 ?                 | 699 × 716 ?    | Gebmund     |                                                                                          |
| 699 × 716             | 726            | Tobias      |                                                                                          |
| 726 ?                 | 739 ?          | Ealdwulf    |                                                                                          |
| 740                   | 747            | Dunn        |                                                                                          |
| 747                   | 765 × 772 ?    | Eardwulf    |                                                                                          |
| 765 × 772             | 781 × 785 ?    | Diora       |                                                                                          |
| 781 × 785             | 803 × 804 ?    | Wærmund     |                                                                                          |
| 804                   | 842 × 844 ?    | Beornmod    |                                                                                          |
| 844                   | 845 × 868 ?    | Tatnoth     |                                                                                          |
| 845 × 868             | 845 × 868 ?    | Badenoth    |                                                                                          |
| 845 × 868             | 868 × 880 ?    | Cuthwulf    |                                                                                          |
| 868 × 880             | 893 × 896      | Swithwulf   |                                                                                          |
| 893 × 900             | 909 × 926 ?    | Ceolmund    |                                                                                          |
| 909 × 926             | 933 × 934 ?    | Cyneferth   |                                                                                          |
| janvier 933 × mai 934 | 946 × 964 ?    | Burgric     |                                                                                          |
| 946 × 949             | 955 × 964 ?    | Beorhtsige  |                                                                                          |
| avant 964             | 994 × 995 ?    | Ælfstan     | Moine d'Old Minster.                                                                     |
| 994 × 995 ?           | après 1013 ?   | Godwine Ier |                                                                                          |
| après 1013 ?          | 1046 × 1058 ?  | Godwine II  |                                                                                          |
| 1058                  | 1072 × 1074    | Siward      | Abbé de Chertsey.                                                                        |
| Sources :             |                |             |                                                                                          |

### De la conquête normande à la Réforme

Armoiries des évêques de Rochester.

| Mandat      | Titulaire                                  | Notes                                                                                             |
| ----------- | ------------------------------------------ | ------------------------------------------------------------------------------------------------- |
| 1076 à 1077 | Arnost                                     | Moine du Bec                                                                                      |
| 1077 à 1108 | Gundulf du Bec                             | Moine du Bec puis prieur de Saint-Étienne de Caen                                                 |
| 1108 à 1114 | Raoul d'Escures                            | Moine du Bec puis abbé de Saint-Martin de Séez, il deviendra archevêque de Cantorbéry (1114-1122) |
| 1114 à 1125 | Ernulf                                     | Moine du Bec, de Saint-Lucien de Beauvais puis de Cantorbéry, abbé de Perterborough               |
| 1125 à 1137 | Jean I                                     | Neveu de Raoul d'Escures, archidiacre de Cantorbéry                                               |
| 1137 à 1142 | Jean II                                    |                                                                                                   |
| 1142 à 1148 | Ascelin de Rochester                       | Prieur de Dover Priory                                                                            |
| 1148 à 1182 | Gautier                                    | Frère de Thibaut du Bec, archidiacre de Cantorbéry                                                |
| 1182 à 1185 | Waleran                                    | Archidiacre de Bayeux                                                                             |
| 1185 à 1215 | Gilbert de Glanville                       | Archidiacre de Lisieux                                                                            |
| 1215 à 1227 | Benedict de Sausetun (Benedict de Sawston) |                                                                                                   |
| 1227 à 1238 | Henry Sandford                             |                                                                                                   |
| 1238 à 1251 | Richard Wendene                            |                                                                                                   |
| 1251 à 1274 | Lawrence de St Martin                      |                                                                                                   |
| 1274 à 1278 | Walter de Merton                           |                                                                                                   |
| 1278 à 1283 | John Bradfield                             |                                                                                                   |
| 1283        | John Kirkby                                | démission                                                                                         |
| 1283 à 1292 | Thomas Ingoldsthorpe                       |                                                                                                   |
| 1292 à 1319 | Thomas Wouldham                            |                                                                                                   |
| 1319 à 1352 | Hamo Hethe                                 | démission                                                                                         |
| 1352 à 1360 | John Sheppey                               |                                                                                                   |
| 1360 à 1364 | William Whittlesey                         |                                                                                                   |
| 1364 à 1373 | Thomas Trilleck                            |                                                                                                   |
| 1373 à 1389 | Thomas Brinton                             |                                                                                                   |
| 1389 à 1400 | William Bottlesham (William Bottisham)     |                                                                                                   |
| 1400 à 1404 | John Bottlesham                            |                                                                                                   |
| 1404 à 1419 | Richard Young                              |                                                                                                   |
| 1419 à 1422 | John Kemp                                  |                                                                                                   |
| 1422 à 1435 | John Langdon                               |                                                                                                   |
| 1435 à 1437 | Thomas Brunce                              |                                                                                                   |
| 1437 à 1444 | William Wells                              |                                                                                                   |
| 1444 à 1468 | John Low                                   |                                                                                                   |
| 1468 à 1472 | Thomas Rotherham (Thomas Scott)            |                                                                                                   |
| 1472 à 1476 | John Alcock                                |                                                                                                   |
| 1476 à 1480 | John Russell                               |                                                                                                   |
| 1480 à 1493 | Edmund Audley                              |                                                                                                   |
| 1493 à 1497 | Thomas Savage                              |                                                                                                   |
| 1497 à 1504 | Richard FitzJames                          |                                                                                                   |

### Durant la Réforme
| Mandat      | Titulaire                      | Notes                           |
| ----------- | ------------------------------ | ------------------------------- |
| 1504 à 1535 | John Fisher                    |                                 |
| 1535 à 1540 | John Hilsey (John Hildesleigh) |                                 |
| 1540 à 1544 | Nicholas Heath                 |                                 |
| 1544 à 1547 | Henry Holbeach                 |                                 |
| 1547 à 1550 | Nicholas Ridley                |                                 |
| 1550 à 1551 | John Ponet (John Poynet)       |                                 |
| 1551 à 1552 | John Scory                     |                                 |
| 1554 à 1558 | Maurice Griffith               |                                 |
| 1559        | Edmund Allen (en)              | mort avant sa prise de fonction |

### Depuis la Réforme
Les évêques qui furent également doyens de l'abbaye de Westminter sont marqués d'une astérisque.
| Mandat             | Titulaire                          | Notes                |
| ------------------ | ---------------------------------- | -------------------- |
| 1560 à 1572        | Edmund Gheast (Edmund Guest)       |                      |
| 1572 à 1576        | Edmund Freke                       |                      |
| 1576 à 1578        | John Piers                         |                      |
| 1578 à 1605        | John Young                         |                      |
| 1605 à 1608        | William Barlow                     |                      |
| 1608 à 1611        | Richard Neile                      |                      |
| 1611 à 1628        | John Buckeridge                    |                      |
| 1628 à 1630        | Walter Curll                       |                      |
| 1630 à 1638        | John Bowle                         |                      |
| 1638 à 1666        | John Warner                        |                      |
| 1666 à 1683        | John Dolben *                      |                      |
| 1683 à 1684        | Francis Turner                     |                      |
| 1684 à 1713        | Thomas Sprat *                     |                      |
| 1713 à 1723        | Francis Atterbury *                |                      |
| 1723 à 1731        | Samuel Bradford *                  |                      |
| 1731 à 1756        | Joseph Wilcocks *                  |                      |
| 1756 à 1774        | Zachary Pearce *                   |                      |
| 1774 à 1793        | John Thomas *                      |                      |
| 1793 à 1802        | Samuel Horsley *                   |                      |
| 1802 à 1809        | Thomas Dampier                     |                      |
| 1809 à 1827        | Walker King                        |                      |
| 1827 à 1827        | Hugh Percy                         | transféré – Carlisle |
| 1827 à 1860        | George Murray                      |                      |
| 1860 à 1867        | Joseph Cotton Wigram               |                      |
| 1867 à 1877        | Thomas Legh Claughton              |                      |
| 1877 à 1891        | Anthony Wilson Thorold             |                      |
| 1891 à 1895        | Le Dr Randall Thomas Davidson, DD  |                      |
| 1895 à 1905        | Edward Stuart Talbot               |                      |
| 1905 à 1930        | John Reginald Harmer               |                      |
| 1930 à 1940        | Martin Linton Smith                |                      |
| 1940 à 1961        | Christopher Maude Chavasse         |                      |
| 1961 à 1988        | Le Dr Richard David Say, DD        |                      |
| 1988 à 1994        | Anthony Michael Arnold Turnbull    |                      |
| 1994 à 2010        | Le Dr Michael James Nazir-Ali, PhD |                      |
| 2010 à aujourd'hui | James Langstaff                    |                      |